# Nils Tavernier
Nils Tavernier (París, 1 de septiembre de 1965) es un actor, guionista y director de cine francés. Es conocido por sus apariciones en películas como Beatrice (1987), Valmont (1988), y La hija de D’Artagnan (1993).

## Biografía
Nils Tavernier, nacido el 1 de septiembre de 1965 en París, Francia, es hijo del director de cine Bertrand Tavernier y de la guionista Colo Tavernier. Nils Tavernier hizo su primera aparición en la pantalla en una película de su padre, Dos inquilinos, en 1977, cuando todavía era un adolescente. Posteriormente, realizó pequeños papeles en películas como Beatrice (1987), L. 627 (1991) o La hija de D’Artagnan (1993), en la que fue dirigido por su padre. También desempeñó funciones de apoyo en películas de Claude Chabrol (Une affaire de femmes, 1988) o de Miloš Forman (Valmont, 1988). también apareció en Brigitte Roüan's Después de las relaciones sexuales en 1996, y Sylvie Verheyde's de la Onu fray... en 1997.
Nils Tavernier comenzó su carrera como director haciendo cortometrajes y documentales. En Étoiles: los Bailarines del Ballet de la Ópera de París (2001), exploró su pasión por el baile con Étoiles. Codirigió con su padre el documental Histoires de vies brisées: les 'doble peine' de Lyon  (2001). En 2009, dirigió el documental El Misterio de los Gemelos. En 2012, realiza con Gil Rabier un documental sobre los errores médicos, Lo que está a la izquierda de nuestros errores, película financiada por el Ministerio francés de Salud. En 2013, volvió a los temas de la infancia, la discapacidad, y el compromiso con el cine.
Nils Tavernier también ha dirigido dos documentales para televisión: Désirs et sexualités en 2004, en el que abordó la sexualidad de los franceses sin retroceder ante las polémicas, y L'Odyssée de la vie en 2006, en el que trató el tema del embarazo dentro de la pareja. Su película más reciente es Con todas nuestras fuerzas (2013). Tavernier el autor de El Misterio de los Gemelos con Marie-Noelle Humbert en 2009.